# Kiss István (szobrász)
Kiss István (Biharillye (Illye), 1927. június 8. – Budapest, 1997. december 29.) Kossuth-díjas magyar szobrászművész.

## Életpályája
Kiss István Biharillyén született, apja falusi kovácsmester volt. Középiskolai tanulmányait Nagyszalontán kezdte, ahol egyik tanára (Heltai Miklós) fedezte fel képességeit, és irányította a művészi pálya felé. 1942-ben Budapestre költöztek, és az újpesti Könyves Kálmán Gimnáziumban folytatta tanulmányait. 1946-ban a rákospalotai munkás szabadiskolában Kocsis András és Turáni Kovács Imre voltak a tanárai. 1948 és 1953 között elvégezte a Magyar Képzőművészeti Főiskolát, ahol Kisfaludi Strobl Zsigmond, Mikus Sándor és Pátzay Pál voltak a mesterei. Már 1950-től kiállító művész volt, a főiskola elvégzése után már ismert művész volt.
Még főiskolás korában elnyerte a Dózsa-emlékműre kiírt pályázatot, ez jelentette művészi pályafutásának kezdetét. A szoborcsoportot a Városliget bal oldali sarkára terveztek ugyan elhelyezni, de időközben változott az elképzelés. A művész úgy mintázott, hogy nem tudta, hova is kerül végül szobra. Két évig mintázta a nyolc (3,5–3,7 m magas) mellékalakot és a központi 4,7 m magas Dózsát. A mű elkészülésének gyorsítása érdekében részt vett még a kőfaragásban is, de a kész emlékmű még évekig várt végleges helyére. Végül a Várpalota déli oldalán, a volt tüzér-emlékmű helyén állították fel, és 1961-ben avatták.
Első önálló kiállítása 1954-ben volt, majd sorozatosan pályázatokon vett részt. Következő fontos szobra a Margit-szigeten felállított márvány Janus Pannonius mellszobor (1962). Következő jelentősebb szobrát (Petőfi Sándor) Győrben állították fel 1963-ban, amely a lépő, gyalogló, mindig vándorló Petőfit ábrázolja, arcvonásait az ismert dagerrotípia alapján mintázta. A Dózsa György úton állították fel nagyméretű kompozícióját, amely a Tanácsköztársaság 1969-es évfordulójára készült – Berény Róbert „Fegyverbe!” című plakátja nyomán. Nevezetes alkotása még a debreceni Agrártudományi Egyetem kertjében felállított vörösréz lemezből készült „Lovak” (1968). Szólni kell még a Pest, Buda és Óbuda egyesülésének 100. évfordulójára (1973) készült emlékműről. Az alkotás vörösréz lemezből készült, felfelé kígyózó spirált ábrázol, belső felületén szimbólumokkal. A Margit-szigeten állították fel. A sok alkotás mindegyike természetesen nem említhető meg, 1979-es „Munkástrón” című szobra anyagával tűnik ki: rozsdamentes acéllemezből készült, és Miskolcon, az Újgyőri főtéren áll.
Kiss István a „rendszer” által kedvelt és foglalkoztatott művész volt. Ez determinálta monumentális alkotásait, emlékműveit. Ezeken kívül más jellegű alkotásokat is készített, fontosak kisméretű plasztikái, érmei, domborművei is. Sokféle anyaggal és technikával dolgozott, faragott követ és fát, készített bronz és alumínium szobrot, felhasznált réz és rozsdamentes acéllemezt. A rendszerváltást követően szobrai, emlékművei közül többet eltávolítottak, némelyiket a Budapest határában lévő Memento Parkba helyezték át.
Kiss István 1972-től a szabadfoglalkozású képző- és iparművészek pártcsoportjának titkára volt. 1987 és 1990 között a Magyar Képzőművészeti Főiskola rektori tisztét töltötte be. 1975-től 1989-ig tagja volt a Magyar Szocialista Munkáspárt Központi Bizottságának. 1955-ben és 1961-ben Munkácsy Mihály-díjat, 1965-ben Pro Arte díjat, 1970-ben Kossuth-díjat, 1981-ben pedig kiváló művész lett.

## Galéria

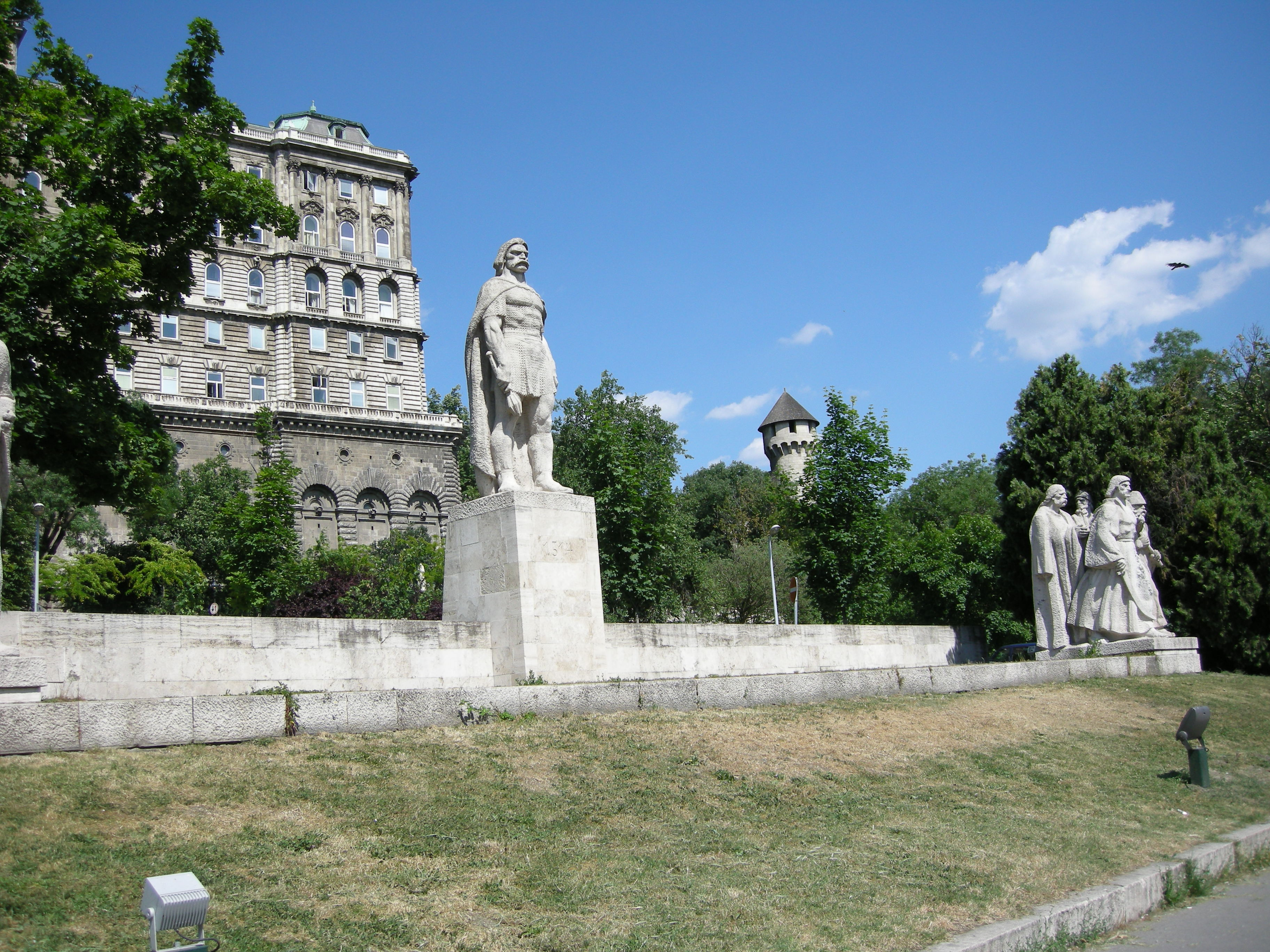
A Dózsa György-szoborcsoport, Budapest, Krisztinaváros (1961)
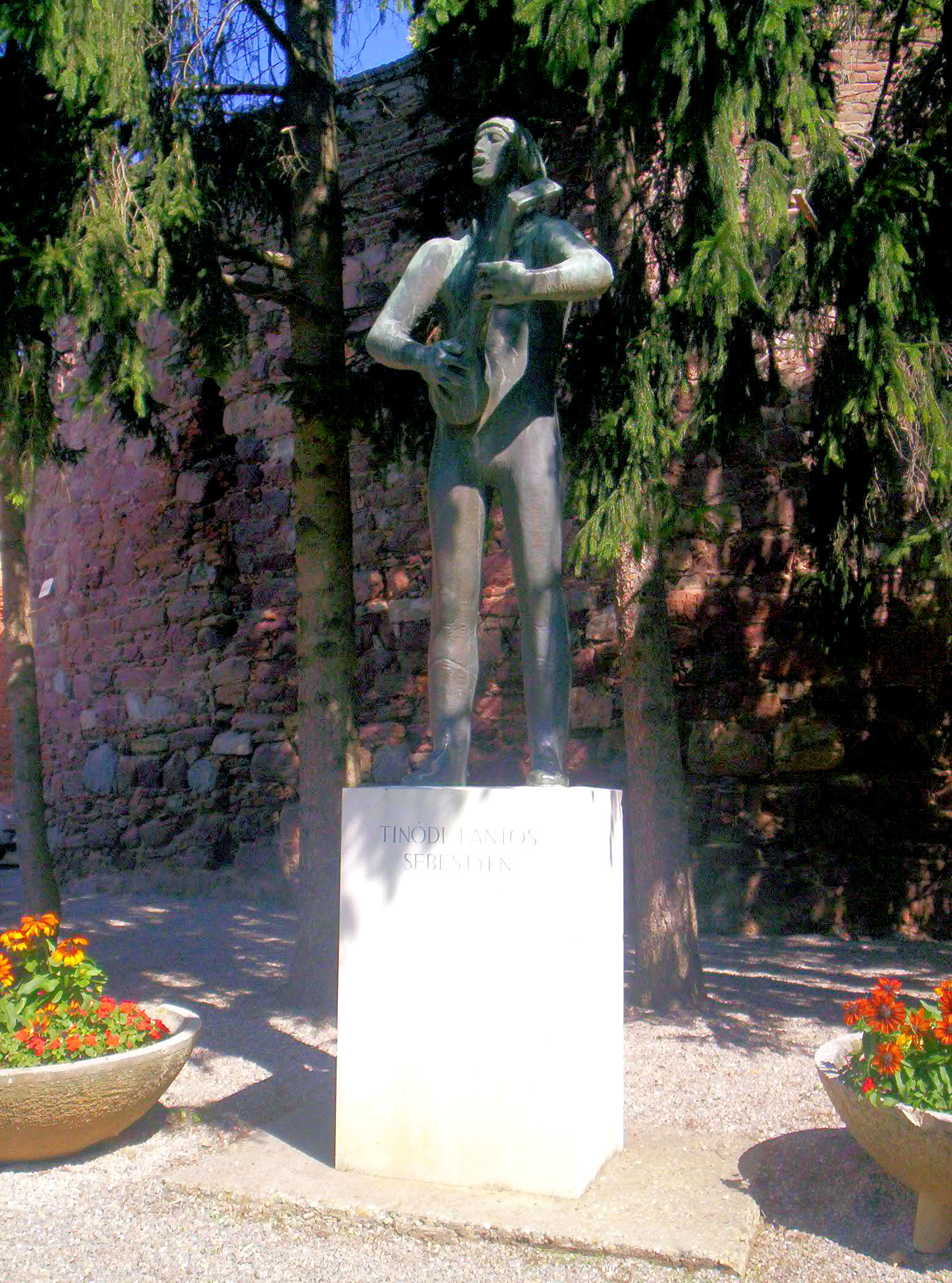
Kiss István Tinódi Lantos Sebestyén szobra (1967) Szigetvár
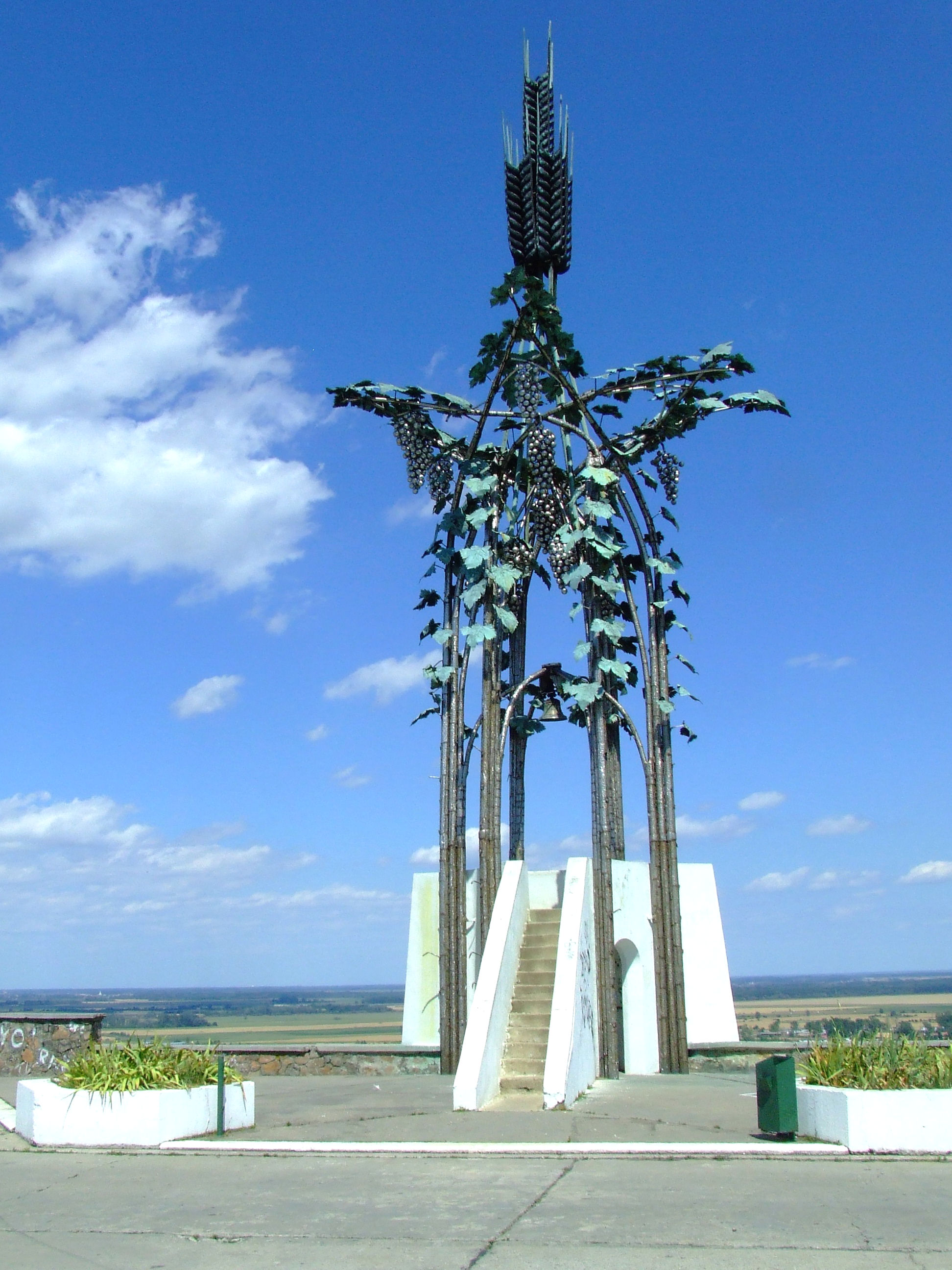
A szekszárdi kilátó (1983) Kiss István szobra
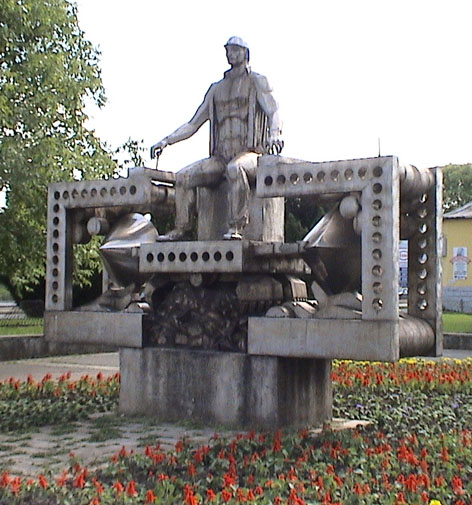
Kiss István „Munkástrón” című szobra Miskolcon (1979)
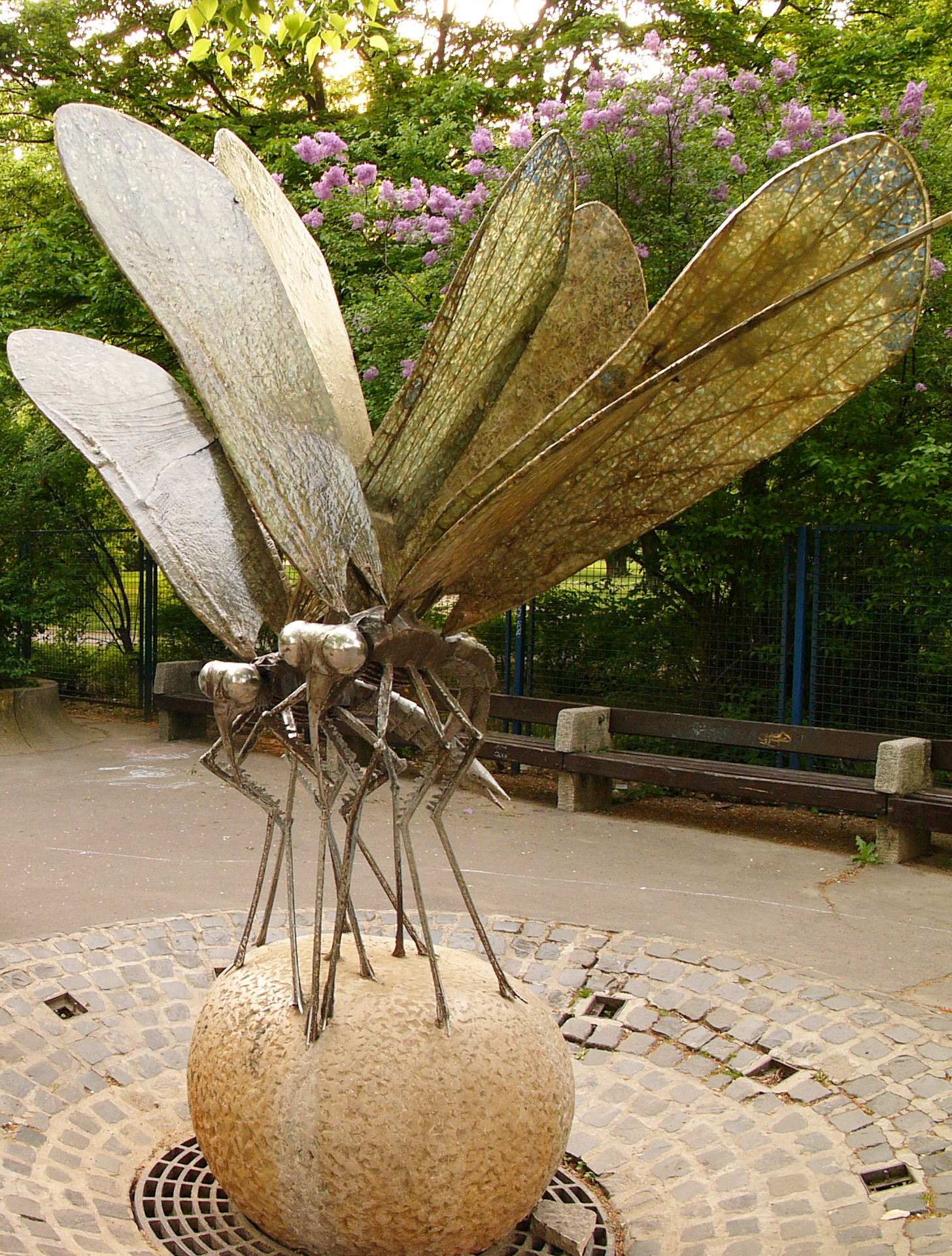
Kiss István „Szitakötők” című 1979-es szobra a budapesti Vérmezőn
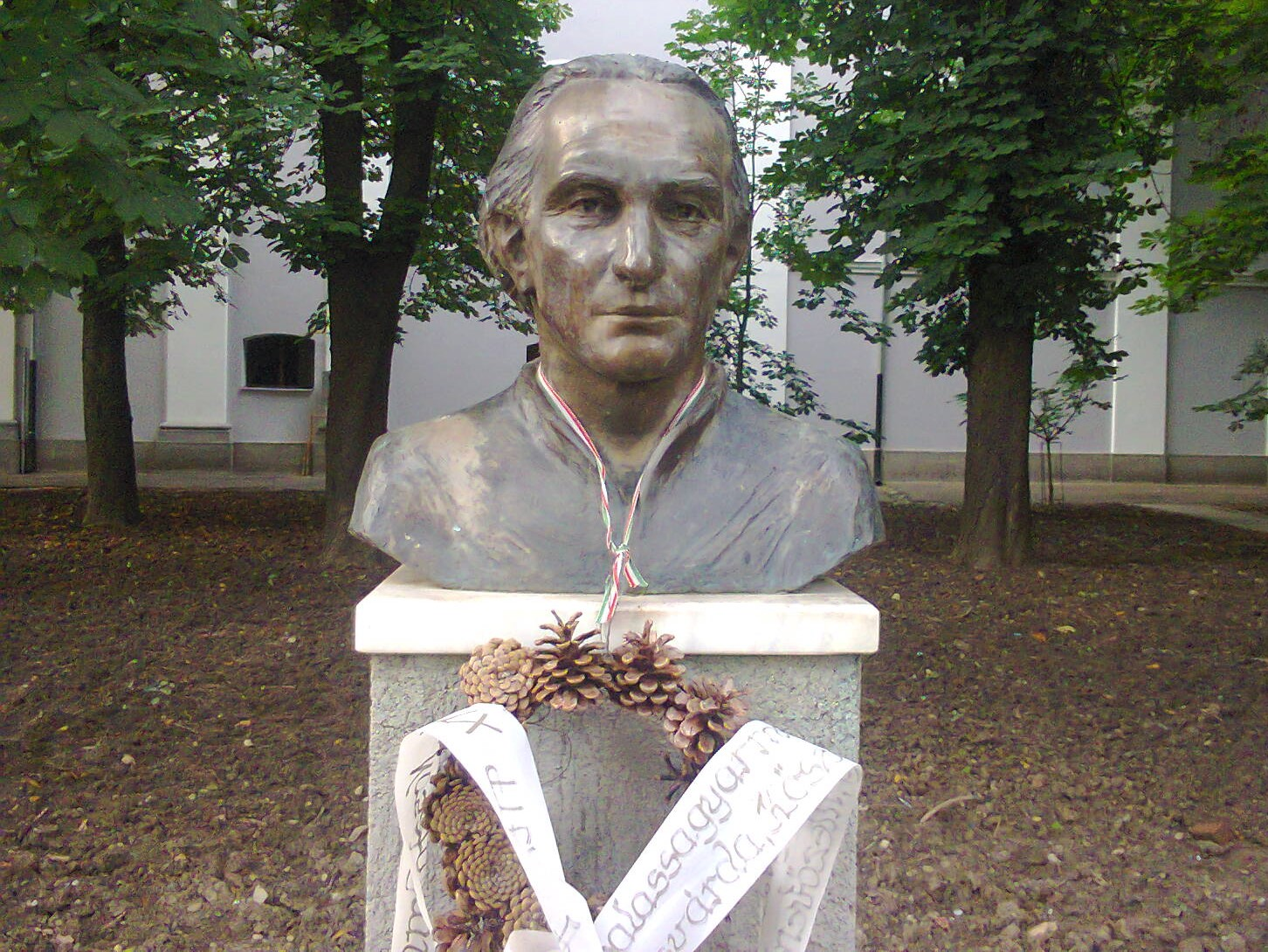
Kiss István mellszobra Nagyszalontán

## Művei

### Köztéren
- Ipari szakoktatás (bronz, 1950, Budapest, Magyar Néphadsereg Veres Pálné utcai Tisztiháza, ismeretlen helyen)
- Békét akarunk (bronz, 1955, Budapest, XIII. ker., Kilián György út – ma Nővér u.)
- Generációk (bronz, 1955, Tiszaszederkény)
- Apám síremléke (műkő, 1956, Budapest, XV. ker., Köztemető)
- Dózsa-emlékmű (a budapesti emlékmű vázlata, bronz, 1958, Veszprém)
- Lenin (bronz, 1959, Diósgyőr – 1990-ben lebontva)
- Figurális díszkút (bronz, 1959, Tiszapalkonya, Bölcsőde)
- Bimbó (diófa, 1959, Budapest, VIII. ker., Bőrgyógyászati Klinika)
- Emberpár (alumínium, 1960, Fonyód)
- Janus Pannonius (ruszkicai márvány, 1961, Margit-sziget)
- Dózsa György-emlékmű (haraszti mészkő, 1961, Budapest, I. ker., Dózsa György tér)
- Munkásmozgalmi emlékmű (Proletár) (bronz, 1961, Debrecen – 1990-ben ledöntve, elbontva)
- Dobó sírja és pilonfigurák (mészkő, 1963, Eger)
- Tanácskozó munkások (mészkő, 1963, Kaposvár)
- Pénz és építés (krómacél reliefek, 1963, Pápa, MNB-fiók homlokzata)
- Petőfi (bronz, 1963, Győr)
- Bolyai János és Bolyai Farkas (bronz, 1964, Szeged, JATE)
- Múlt és jelen (A város) (süttői mészkő, 1965, Budapest, Gellérthegy, Jubileumi Park)
- Apáczai Csere János (mészkő, 1966, Budapest, XI. ker., Bogdánfy út)
- Térrács (vörösrézlemez, 1966, Debrecen, Agrártudományi Főiskola Kollégiuma)
- Petőfi-büszt (bronz, 1967, Gödöllő, Petőfi Általános Iskola)
- Lenin (bronz, 1967, Szeged – 1990-ben lebontva)
- Tinódi Lantos Sebestyén (bronz, 1967, Szigetvár)
- Könyves Kálmán (ólom, 1968, Budapest, IV. ker., Könyves Kálmán Gimnázium)
- Kun Béla (mészkő portré, 1968, Budapest, XII. ker., Böszörményi út, Rendőrtiszti Iskola – 1990-ben lebontva)
- Néphadsereg (mészkő, 1968, Székesfehérvár, Petőfi-laktanya)
- Lovak (hegesztett vörösréz, 1968, Debrecen, Agrártudományi Egyetem kertje)
- Mártíremlékmű (márvány, 1969, BM, aula)
- Fényes szelek (haraszti mészkő, 1969, Budapest, XII. ker., Nagy Jenő u. – 1992-ben lebontva)
- Tanácsköztársasági emlékmű (bronz, 1969, Budapest, VI. ker., Dózsa György út – 1992-ben a Nagytétényi Szoborparkban helyezték el)
- Végvári vitézek (tardosi vörösmárvány, 1969, Vác)
- Lenin (hegesztett krómacél, 1970, Dunaújváros – 1990-ben lebontva)
- Lenin (vörösréz portré, 1970, Budapest, VI. ker., Magyar Szocialista Munkáspárt Kerületi Bizottsága)
- Kertészlány (kő, 1970, Szigetvár)
- Münnich Ferenc (mészkő, 1970, Székesfehérvár)
- Lenin (bronz portré, 1971, Székesfehérvár, Tisztiklub)
- Zuglói felszabadulási emlékmű (kő, 1971, Budapest, XIV. ker., Thököly út – 1992-ben a Nagytétényi Szoborparkban helyezték el)
- Centenáriumi emlékmű (Pest-Buda) (vörösrézlemez, bronz, 1972, Margitsziget)
- Galambok (hegesztett krómacél, 1972, Balatonlelle, pártüdülő)
- Család (kő, 1973, Encs)
- Élet (gipsz, vörösréz, 1973, Kisköre, Duzzasztómű)
- Dózsa György (portré, bronz, kő, 1973, Budapest, XV. ker., Dózsa György tér)
- Vak Bottyán (bronz, 1974, Vác)
- Endrődi sortűz (égetett fa, acél, 1974, Budapest, I. ker., Országos Vízügyi Hivatal)
- A fasizmus magyar áldozatainak emlékműve (beton, 1974, Bergen-Belsen)
- Agrárproletár emlékmű (Endrőd, sortűz) (mészkő és andezit, 1975, Endrőd)
- Béke (Felszabadulási emlékmű) (hegesztett krómacél, 1975, Dunaújváros – 1990-ben lebontva)
- Sejt (zöld andezit, 1975, Budapest, XV. ker., Házasságkötő Terem belső udvara)
- Élet (réz, 1975, Mezőgazdasági és Élelmezésügyi Minisztérium díszterme)
- Alkotó eszme (hegesztett krómacél, akril, 1976, Budapest, VIII. ker., Magyar Szocialista Munkáspárt budapesti bizottsága)
- Munkásmozgalmi emlékmű (Alkotó eszme) (hegesztett krómacél, akril, 1976, Budapest, II. ker., Hűvösvölgy)
- Élet (vörösréz, 1977, Gödöllő)
- Barikád (kő, bronz, 1978, Budapest, VI. ker., Magyar Szocialista Munkáspárt kerületi bizottságának előkertje – 1990-ben lebontva)
- Munkástrón (krómacél, 1978, Miskolc)
- Dózsa vezér (hegesztett vörösréz, 1979, Cegléd)
- Tinódi Lantos Sebestyén (rézlemez, 1979, Nyírbátor)
- Szitakötők (hegesztett krómacél, üveg, 1979, Budapest, I. ker., Vérmező)
- A béke védelmében (hegesztett krómacél, 1979, Budapest, XIV. ker., Magyar Néphadsereg Művelődési Háza – 1990-ben lebontva)
- Generációk (bronz, 1979, Washington, Magyar Nagykövetség)
- Dózsa György (bronz, fa, 1979, Harta)
- Felszabadult (bronz, beton, 1980, Mátészalka)
- Béka (hegesztett krómacél, bazalt, 1980, Zánka, Gyermekváros)
- Népmese (hegesztett vörösréz, 1980, Budapest, X. ker., Újhegyi úti lakótelep)
- Monda (hegesztett vörösréz, 1981, Budapest, XI. ker., Kelenföldi lakótelep, Bikás-domb)
- Díszkút (mészkő, bronz, 1981, Jánoshalma)
- Ady Endre (bronz, 1982, Budapest, II. ker., Adyliget)
- Széchenyi István (bronz, 1982, Kecskemét, Széchenyi lakótelep)
- Munkások (krómacél, 1982, Budapest, XIII. ker., Váci úti pártszékház)
- Szőlőlugas (bronz, 1983, Szekszárd, Kilátó-domb)
- Gábor Áron (bronz portré, 1984, Várpalota, Tüzér Múzeum)
- Eötvös József (bronz, 1984, Baja, Tanítóképző Főiskola)
- Vöröskatonák emblémája (kő, 1984, Salgótarján)
- Hunyadi János-emlékmű (bronz, fa, 1985, Kecskemét)
- Arany János (bronz portré, 1985, Berettyóújfalu, Arany János Gimnázium)
- Plasztika (krómacél, 1985, Paksi Atomerőmű)
- Az 1919-es ellenforradalmi lázadás mártírjainak emlékműve (beton, gránit, bronz, 1985, Budapest, VIII. ker., Kun Béla tér, 1990 után lebontva)
- Magyar-szovjet barátsági emlékmű-díszkút (krómacél, 1985, Salgótarján, Kemerovó-lakótelep)
- Münnich Ferenc-portréemlékmű (bronz, utcakő, 1986, Budapest, V. ker., Néphadsereg tér – 1990-ben a Krassó György vezette Magyar Október Párt által ledöntve, 1992-ben a Nagytétényi Szoborparkban helyezték el)
- Hajdútánc (bronz, mészkő, 1986, Hajdúböszörmény)
- Lukács György-emlékplasztika (mészkő, bronz, 1988, Budapest, XIV. ker., Ajtósi Dürer sor, Magyar Szocialista Munkáspárt Pártfőiskola – 1990-ben eltűnt)
- Arany János (bronz, 1991, Nagyszalonta).

### A köztéri elhelyezés évszáma nem ismert az alábbi külföldi szobrok esetében
- Galambok (Baku)
- Levitáció (Jereván)
- Békét! (Moszkva)
- Kezek (Moszkva)
- Petőfi-büszt (Várna)
- Új Prometheuszok (Naumburg)
- Galambok (Lüdenscheid).

### Művei közgyűjteményekben
- Antifasiszta emlékmúzeum, Lidice
- Ermitázs, Szentpétervár
- Fővárosi Képtár, Budapest
- Magyar Nemzeti Múzeum, Budapest
- Magyar Nemzeti Galéria, Budapest
- Művészeti Múzeum, Tbiliszi
- Nemzeti Galéria, Szófia
- Palóc Múzeum, Balassagyarmat
- Petőfi Irodalmi Múzeum, Budapest
- Szombathelyi Képtár, Szombathely
- Városi Múzeum, Várpalota
- Városi Képtár, Szófia.

## Társasági tagság
- Szovjetunió Művészeti Akadémiájának tiszteletbeli tagja (1978–)
- Magyar Képzőművészek és Iparművészek Szövetsége elnöke 1977-1986

## Kitüntetései, díjai
- 1953: Világifjúsági Találkozó-díj;
- 1956, 1962: Munkácsy Mihály-díj;
- 1966: a főváros Pro Arte-díja;
- 1968: SZOT-díj;
- 1970: Kossuth-díj; a Szovjetunió Legfelsőbb Tanácsa Lenin-emlékérme; a szófiai Nemzetközi Aszparuk-pályázat díja;
- 1972: Érdemes művész;
- 1975: KISZ-díj;
- 1981: Kiváló művész.

## Emlékezete
1953-ban, még főiskolásként megnyerte a budapesti Dózsa-emlékmű-pályázatot és megbízást kapott kivitelezésére (1961).
Főiskolai diplomamunkáját, a Békét akarunk című alkotást, első köztéri műveként 1955-ben állították fel Budapesten. 
A szobrászat minden ágazatában, műfajában aktívan dolgozó művész volt, monumentális, köztéri és épületdíszítő művek mellett készített kisszobrokat, kisplasztikákat, domborműveket és érmeket is. Művészetére a változatos anyaghasználat és technikai kivitel jellemző. Mintázott és faragott, öntött bronzot, megmunkált követ és fát, készített alumíniumszobrot, lemezplasztikát és krómacél kompozíciót.
Az 1950-es évek közepétől 1990-ig az egyik legtöbbet foglalkoztatott szobrász volt, pályázatnyertes terveket kivitelezett és egyenes megbízásként kapott feladatokat teljesített. Monumentális szobrászati munkássága mellett kissé háttérbe szorulnak érmei, kiállítási szobrai és kisplasztikái, amelyek rendszerint nagyméretű műveinek előtanulmányai. Budapesten, a vidéki városokban és külföldön számos politikai emlékművét, portréemlékművét, munkás-szobrát, díszítőszobrát állították fel. Realista szemléletű, esetenként expresszív hevületű, közérthető, szocialista eszmeiségű-elkötelezettségű, nemegyszer propagandisztikus hangvételű szobrokat alkotott. A történelmi jelentőségű alakok sematikus szobrai (Lenin), a közhelyszerű munkásmozgalmi és felszabadulási emlékművek (Hűvösvölgy) mellett számos műve a hétköznapok hőseinek, a munkásoknak, a családoknak, a fiatalságnak "állít emléket", de figurái, figuraegyüttesei általában megrekednek az illusztráció szintjén. Az 1989–1990-es rendszerváltozás időszakában több szobrát ledöntötték (Münnich Ferenc-emlékmű, Budapest; Munkásmozgalmi emlékmű, Debrecen), illetve lebontották.